# Signe Borg
Signe Jenny Lovisa Borg, född 3 december 1873 i Hedvig Eleonora församling, Stockholm, död 20 februari 1954 på Höstsol, Täby, var en svensk skådespelare.
Signe Borg är gravsatt på Norra begravningsplatsen utanför Stockholm.

## Filmografi
- 1919 – Hans nåds testamente
- 1938 – Storm över skären

## Teater

### Roller
| År   | Roll                             | Produktion                                                 | Regi         | Teater            |
| ---- | -------------------------------- | ---------------------------------------------------------- | ------------ | ----------------- |
| 1923 | Terese                           | Kusin Teodor (Die Goldgrube) Carl Laufs och Wilhelm Jacoby | John Norrman | Lilla Folkteatern |
| 1923 | Stina Madsen Fröken Liljankrantz | Som medlem av familjen Emil Gade                           | John Norrman | Lilla Folkteatern |
| 1924 |                                  | Paradiset Anders Asping                                    | John Norrman | Lilla Folkteatern |
| 1926 | Anna Britta                      | Per Olsson och hans käring Gustaf af Geijerstam            | John Norrman | Lilla Folkteatern |
| 1926 | Stava                            | Miljonär för en dag Fredrik Lindholm                       | John Norrman | Lilla Folkteatern |